# Réaction exothermique
En thermodynamique, une réaction exothermique (du grec ancien ἔξω, « hors de » et θερμός, « chaud ») est un processus physico-chimique produisant de la chaleur. Dans une réaction chimique exothermique, l'énergie dégagée par la formation des liaisons chimiques dans les produits de réaction est supérieure à l'énergie requise pour briser les liaisons dans les réactifs. Dans le cas contraire, une réaction qui consomme de la chaleur est dite « endothermique ».
L'exemple le plus courant de réactions exothermiques est la combustion, processus le plus utilisé dans le monde pour produire de la chaleur que l'on peut convertir en électricité ou en énergie mécanique.

## Généralités

### Premier principe de la thermodynamique
Une transformation chimique étant un cas particulier de transformation thermodynamique, on peut y appliquer les lois de la thermodynamique. Le premier principe de la thermodynamique relie la variation d'énergie interne {\displaystyle \Delta U} d'un système à la quantité de chaleur reçue {\displaystyle Q} et à la quantité de travail reçue {\displaystyle W} :
{\displaystyle \Delta U=W+Q}.
Dans le cas d'une transformation à volume constant (réacteur fermé indéformable), le travail reçu est nul puisqu'il n'y a pas de variation de volume et {\displaystyle \Delta U=Q}. Dans le cas d'une transformation à pression constante, on peut montrer que la variation d'enthalpie est égale à la quantité de chaleur reçue par le système: {\displaystyle \Delta H=Q}. Ce second cas étant plus courant, on utilise la variation d'enthalpie d'une réaction pour caractériser la chaleur reçue.
{\displaystyle Q} est une grandeur algébrique: {\displaystyle Q>0} si le système reçoit effectivement de la chaleur, et {\displaystyle Q<0} si le système cède de la chaleur au système extérieur. Ainsi dans le cas d'une réaction exothermique, {\displaystyle \Delta H<0}. L'enthalpie étant une fonction d'état, on peut calculer {\displaystyle \Delta H} en faisant la différence entre l'enthalpie de l'état final et l'enthalpie de l'état initial.

### Enthalpie de réaction
Pour une réaction chimique particulière, on peut calculer la variation d'enthalpie pour une transformation chimique qui convertirait totalement les réactifs en produits, par exemple pour l'oxydation du carbone en dioxyde de carbone :
C + O2 → CO2.
L'état initial correspond à une mole de carbone et une mole de dioxygène, et l'état final à une mole de CO2. La variation d'enthalpie correspondante est notée {\displaystyle \Delta _{\text{r}}H} et est appelée « enthalpie de réaction », on la calcule en général à la pression de référence {\displaystyle P^{0}} = 1 bar, et elle est notée {\displaystyle \Delta _{\text{r}}H^{0}}. Pour la calculer, on utilise les enthalpies standard de formation des réactifs et des produits qui peuvent être trouvées dans des tables thermodynamiques. Pour la réaction citée plus haut, on obtient {\displaystyle \Delta _{\text{r}}H^{0}} = −393 kJ/mol. C'est une réaction exothermique.
Plus une réaction est exothermique plus elle produit des substances énergétiquement stables par rapport aux réactifs. L'oxygène et l'hydrogène réagissent spontanément pour former de l'eau (réaction exothermique). Par contre, la réaction inverse, c'est-à-dire transformer l'eau en hydrogène et en oxygène requiert une certaine quantité de chaleur (réaction endothermique).
Une réaction est thermodynamiquement favorable dans le sens direct si son enthalpie libre de réaction est négative :
{\displaystyle \Delta _{\text{r}}G^{0}=\Delta _{\text{r}}H^{0}-T\cdot \Delta _{\text{r}}S^{0}}.
Le fait qu'une réaction soit exothermique est favorable pour que la réaction puisse se faire dans le sens direct, ce n'est cependant pas une condition suffisante puisque la variation d'entropie {\displaystyle \Delta _{\text{r}}S^{0}} et la température {\displaystyle T} influencent aussi le signe de l'enthalpie libre.

### Évolution de la température
Lors d'une transformation chimique exothermique, il y a libération de chaleur. Si on veut que la température reste constante, il faut évacuer la totalité de cette chaleur au moyen d'un échangeur de chaleur ou d'un thermostat.
Si le réacteur est totalement isolé sur le plan thermique, aucune chaleur ne peut être évacuée et sa température augmente (réacteur adiabatique). L'augmentation de température correspondante s'appelle « augmentation adiabatique de température », elle peut être calculée en suivant le principe de la calorimétrie. Il faut faire le rapport entre l'énergie libérée et l'inertie thermique du milieu. Pour une réaction réalisée en partant d'un mélange stœchiométrique et avec un taux d'avancement de 100 % :{\displaystyle \Delta T_{ad}=T_{\text{f}}-T_{\text{i}}={\dfrac {-\Delta _{\text{r}}H^{o}}{\sum _{i\,{\text{produits}}}\nu _{i}C_{pm,i}^{o}}},}
les {\displaystyle \nu _{i}} sont les coefficients stœchiométriques et les {\displaystyle C_{pm,i}} sont les chaleurs spécifiques molaires des produits et des inertes présents en fin de réaction. On a bien {\displaystyle \Delta T_{ad}} > 0 si {\displaystyle \Delta _{\text{r}}H^{0}} < 0.
En fonction de la vitesse de réaction, cette chaleur peut être dégagée rapidement. L'élévation de température qui s'ensuit conduit à une accélération de la vitesse de réaction. Le dégagement de chaleur et la vitesse de réaction créent une boucle de rétroaction, ce qui conduit à l'emballement de la réaction qui peut devenir explosive.

## Exemples de réactions exothermiques

### Combustion
Les réactions de combustion sont de loin les réactions exothermiques les plus utilisées puisqu'elles sont à la base de la production d'énergie : chaleur, électricité, énergie mécanique (moteur à explosion). En 2019, la combustion cumulée de produits pétroliers, de gaz naturel, de charbon, de biomasse et de déchets a représenté un total de 3,2 × 1017 kJ. Par exemple pour le méthane, composant principal du gaz naturel :
CH4 + 2 O2 → CO2 + 2 H2O(gaz)       {\displaystyle \Delta _{\text{r}}H^{0}} = −802 kJ/mol.
Ainsi, une chaudière domestique à gaz d'une puissance de 10 kW = 10 kJ/s utilise au minimum 10/802 = 0,012 5 mol de méthane par seconde, ce qui représente environ 0,3 L/s de gaz dans les conditions ambiantes de température et de pression.
Pour une molécule donnée, l'énergie produite par la réaction de combustion est appelée « pouvoir calorifique ».

### Oxydoréduction
Les réactions entre des oxydants et des réducteurs peuvent être fortement exothermiques.
Par exemple, la réduction de l'oxyde de fer par l'aluminium métallique, utilisée par les compagnies de chemins de fer pour effectuer la soudure des rails sur le terrain, est très exothermique.
Fe2O3 + 2 Al → 2 Fe + Al2O3       {\displaystyle \Delta _{\text{r}}H^{0}} = −795 kJ/mol
La chaleur dégagée est telle que la température peut dépasser 2 000 °C et que le fer obtenu se trouve alors à l'état liquide ce qui permet de faire une soudure par ajout de matière,. Ces mélanges réactifs entre un oxyde métallique et un métal sont appelés « thermites ».
Les métaux alcalins (lithium, sodium, potassium) et alcalino-terreux (magnésium) sont des réducteurs forts, ils réagissent violemment avec des molécules même faiblement oxydantes telles que l'eau. Ainsi un fragment métallique de sodium réagit violemment avec l'eau :
Na + H2O → Na+(aq) + OH−(aq) + 0,5 H2       {\displaystyle \Delta _{\text{r}}H^{0}} = −185 kJ/mol.
Le sodium, bien que plus lourd que l'eau, ne s'y enfonce pas en raison de l'intense dégagement de gaz hydrogène (inflammable) accompagné de la formation de soude caustique (hydroxyde de sodium) et d'un fort dégagement de chaleur qui peut enflammer l'hydrogène (expérience dangereuse).

### Autres exemples

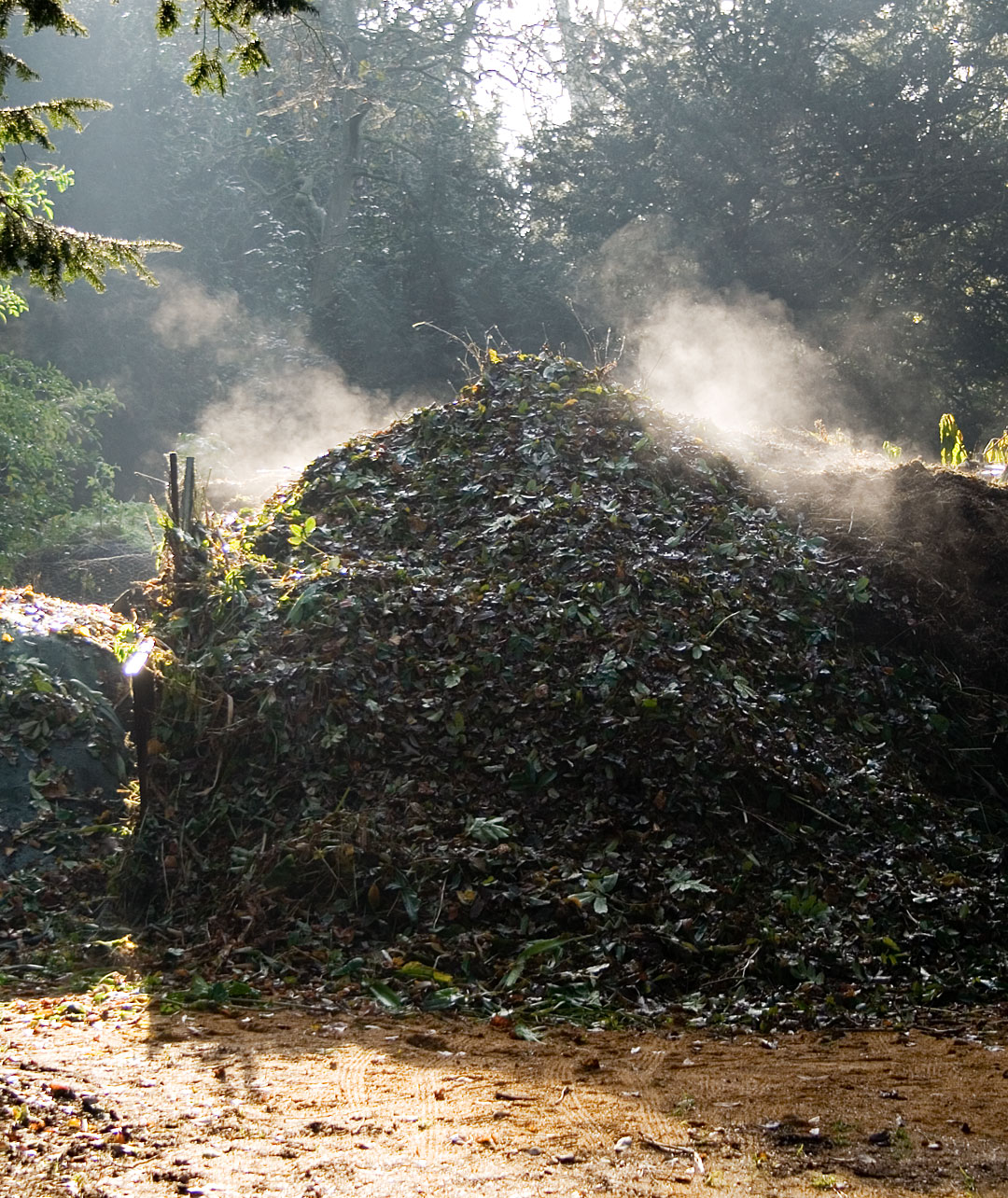
La brume se levant au-dessus du compost prouve que l'action bactérienne est exothermique.

De nombreuses réactions impliquant des acides ou des bases sont exothermiques.
Nombre de réactions de dissolution sont exothermiques, ceci explique pourquoi on observe un échauffement lors de la préparation de solutions d'acides ou de certains sels. On caractérise ce phénomène par l'enthalpie de dissolution.
Certaines réactions exothermiques, sans être explosives, peuvent s'entretenir d'elles-mêmes dès qu'elles ont été déclenchées (l'élévation de température favorisant la vitesse de la réaction). C'est le cas de la fermentation sous l'action de levures (voir figure).